# 医誠会アワー for Your Healthy Life
医誠会アワー for Your Healthy Life（いせいかい・アワー・フォー・ユアー・ヘルシー・ライフ）は、ABCラジオで2012年10月13日より2013年4月6日に放送された医学番組。

## 概要
毎週土曜6:30-6:45に放送。タイトルのとおり、大阪市東淀川区の医療法人「医誠会」が企画・監修・協賛し、生活習慣病（成人病）を予防するためのコツ、また近年の生活習慣病の治療技術などについて、4-5回程度のシリーズをひとつのくくりとしたジャンル別のテーマで、医誠会の医師がわかりやすく解説していく。
過去の放送分については、インターネットラジオとして配信されている。（ウィンドウズメディアプレイヤー、またはクイックタイムに対応）

## シリーズ
1. （第1-6回）「大病を大病にしないために」
2. （第7-11回）「諦めない癌治療」
3. （第12-18回）「日常生活に潜む病気の根源を退治する」
4. （第19-22回）「女性の悩みに立ち向かう」
5. （第23-26回）「足腰に痛みを感じたら…」

## 医誠会監修・協賛歴代番組
1. 医誠会アワー for Your Healthy Life
2. 医誠会アワー"そこが聴きたい病気のこと" For Your Healthy Life→医誠会アワー “そこが聴きたい病気のこと” Wellbeing for Your Life
3. 医誠会アワー"生活に寄り添う医療" Wellbeing for Your Life